# Oziris
Oziris je v staroegipčanski mitologiji bog mrtvih, plodnosti ter sodnik mrtvih v podzemlju.
Oziris je sin boga zemlje Geba in njegove sestre, boginje neba Nut, brat in mož boginje Izis, brat boga Seta in oče boga Hora. 
Častili so ga že v Starem kraljestvu, vendar je bil takrat precej nepomemben bog. Predstavljal je mrtve kralje (medtem ko je bog Hor predstavljal še živečega kralja Egipta). Ob koncu Starega kraljestva pa je postal bog, ki je odprl večno življenje vsem ljudem, ki so bili pokopani na pravi način - ne samo kralju. Oziris je sodnik mrtvih v podzemlju in ima tako najpomembnejšo vlogo pri končni sodbi umrlih, ko se tehta pokojnikovo srce in ugotavlja grehe, ki jih je le-ta storil za časa življenja.

## Upodobitev
Upodabljajo ga kot v belo zavito mumijo, ki ima razkrit obraz s faraonsko brado. Na glavi ima krono, ki je podobna kroni Gornjega Egipta in ima ob straneh dve nojevi peresi. Koža je zeleno obarvana, kar je znak ponovnega rojstva ali črno obarvana, kar je znak rodovitne zemlje oz. plodnosti. Roki ima prekrižani na prsih. V eni roki drži ukrivljeno palico, v drugi bič.

## Ozirisov mit
Mit o Ozirisu je najnatančneje opisal Plutarh v delu Izis in Oziris napisanem leta 120 pr.n.št. Po tem mitu naj bi Set ubil in razkosal truplo svojega brata Ozirisa. Dele telesa je raztrosil po celem Egiptu in tako onemogočil, da bi bil Oziris pravilno pokopan. Izis, Ozirisova sestra in žena, je začela zbirati posamezne dele telesa. Zbrala je vse dele trupla, razen penisa, ki ga je pojedla riba. S svojo čudežno močjo zdravljenja je Ozirisa ponovno oživela. Ob tem je z njim tudi zanosila in pozneje rodila boga Hora, ki vlada živemu Egiptu. Po ponovnem rojstvu se je Oziris umaknil v puščavo in postal bog mrtvih. 
Napetosti med bratoma pogosto razlagajo kot napetost med urejenim, rodovitnim Egiptom (Oziris) in kaotičnim, nerodovitnim področjem puščave (Set); ali pa kot nasprotje med poplavami (Oziris) in viharji (Set).

## Templji
Ozirisa so častili v mnogih manjših svetiščih, skupaj z lokalnimi bogovi. Obstajala pa sta dva pomembna templja posvečena prav Ozirisu in sicer v mestu Busiris v Nilovi delti in v Abydosu. Ohranjen je samo tempelj v Abydosu. Tam so Ozirisa častili že v prvi dinastiji; v dvanajsti dinastiji pa so svetišče obnovili in kraj je postal cilj številnih romanj. Ljudje so prisostvovali obredom in se poklonili kipom Ozirisa, ali pa so se poklonili mahat - zidu iz opeke iz blata, na katerih je bila stela posvečena Ozirisu. Veljalo je, da mora Stari Egipčan vsaj enkrat v življenju poromati v Abydos. Če mu to v času življenja ni uspelo, se je na romanje lahko odpravil tudi po smrti. V ta namen so v grobnice umrlih dodajali makete ladij, ki so umrlega lahko pripeljale na kraj romanja. Najlepšo mahat v Abidosu je postavil Seti I., faraon zgodnje Devetnajste dinastije. Iz upodobitev se je dalo razbrati, kakšni so bili obredi v čast Ozirisa in kakšen je mit o Ozirisu. Seti je pogosto ob svoje ime (katerega izvor je v imenu hudobnega brata Seta) postavil ime Ozirisa.